# Усенко Анатолій Володимирович
Анато́лій Володи́мирович Усе́нко — солдат Збройних сил України, учасник російсько-української війни.
Військовий розвідник, брав участь у бойових діях на сході України в складі розвідувальної частини.

## Нагороди
За особисту мужність, сумлінне та бездоганне служіння Українському народові, зразкове виконання військового обов'язку відзначений — нагороджений
- 10 вересня 2015 року — орденом «За мужність» III ступеня.